# Lisa Henni
Lisa Henni es una actriz sueca, más conocida por haber interpretado a Sophie en las películas Snabba Cash.

## Biografía
Lisa se entrenó en el "Mountview Academy of Theatre Arts" en Londres.

## Carrera
En el 2008 apareció en la película Arn: Riket vid vägens slut interpretó a Cecilia Algotsdotter, la esposa de Arn Magnusson (Joakim Nätterqvist).
En el 2010 apareció en la película Snabba Cash donde dio vida a Sophie, el interés romántico de Johan "JW" Westlund (Joel Kinnaman).
En el 2012 interpretó nuevamente a Sophie ahora en la película en la película Snabba Cash II.
En octubre de 2016 se anunció que Lisa se había unido al elenco de la serie Sophie Borg, donde interpretará a una oficial de la policía. En la serie compartirá créditos con el actor británico Adam Godley.

## Filmografía[3]

### Series de televisión
| Año             | Título                             | Personaje       | Notas                    |
| --------------- | ---------------------------------- | --------------- | ------------------------ |
| 2017 - presente | Fallet                             | Sophie Borg     | 8 episodios              |
| 2015            | Konsten att få sin mamma att gråta | Oficial Militar | episodio "Att äga luft"  |
| 2015            | Beck                               | Frida           | episodio "Sjukhusmorden" |
| 2015            | Arne Dahl: Mörkertal               | Pia             | 2 episodios - miniserie  |
| 2014            | Söder om Folkungagatan             | Cissi           | 6 episodios              |
| 2013            | Der Kommissar und das Meer         | Mia Nordin      | episodio "Der böse Mann" |

### Películas
| Año  | Título                 | Personaje             | Notas |
| ---- | ---------------------- | --------------------- | --- |
| 2014 | Vad som inte sägs      | Sandra                | corto - junto a Siham Shurafa                                                                                |
| 2014 | Min så kallade pappa   | Invitada de la Fiesta | junto a Michael Nyqvist, Sverrir Gudnason, Moa Silén, Tova Magnusson-Norling y Johannes Brost                |
| 2014 | Tillbaka till Bromma   | -                     | junto a Peter Magnusson, Hanna Alström, Sandra Huldt, Julia Ragnarsson, Adam Nordlund y Andreas Utterhall    |
| 2014 | Remake                 | Lisa                  | junto a Martin Wallström y Lucas Hazlett                                                                     |
| 2013 | Rosor kyssar och döden | Gabriella             | junto Tuva Novotny, Linus Wahlgren, Ola Rapace, Andreas La Chenardière, Steve Kratz, Anita Wall y Filip Berg |
| 2012 | Volvo                  | Petra                 | corto |
| 2012 | Wither                 | Ida                   | junto a Patrik Almkvist, Patrick Saxe, Johannes Brost y Amanda Renberg                                       |
| 2012 | Snabba Cash II         | Sophie                | junto a Joel Kinnaman, Matias Varela, Fares Fares y Dejan Čukić                                              |
| 2012 | En plats i solen       | Lotta Svensson        | junto a Malin Crépin, Björn Kjellman, Erik Johansson, Leif Andrée, Kajsa Ernst y Richard Ulfsäter            |
| 2010 | Snabba Cash            | Sophie                | junto a Joel Kinnaman, Matias Varela, Dejan Čukić y Dragomir Mrsic                                           |
| 2010 | Att bli med barn       | Jonna                 | corto - junto a Göran Gillinger & Johanna Wilson                                                             |
| 2007 | Workshopen             | -                     | corto - junto a Johan Aulin, Marcus Blumenfeld, Max Edenborg & Linda Gerstenmayer                            |